# Pareulype tangens
Pareulype tangens là một loài bướm đêm trong họ Geometridae.